# Creepypasta列表
Creepypasta是与恐怖有关的传说或图片，被复制粘贴在互联网上。这些互联网条目通常是简短的，用户生成的，旨在吓唬读者的超自然故事。下面是Creepypasta的部分列表。

## Creepypastas

### 瘦長人

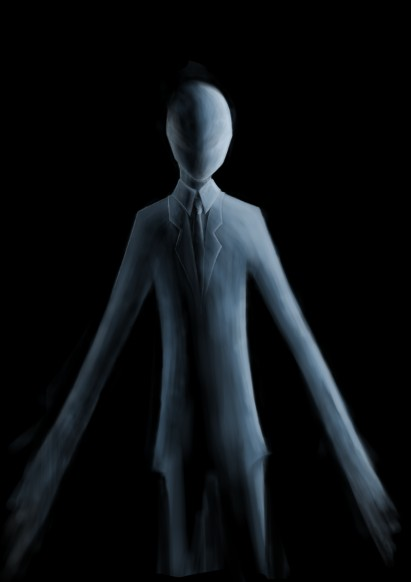
瘦長人

瘦長人（Slender Man），這是家長為了嚇小朋友，使他們不敢在晚上外出遊玩而製作出來。據說瘦長人有一張空白、沒有表情和特徵的臉孔，還穿一套全黑色的西裝和結上黑色的領帶。這經典形象出自2009年SomethingAwful改圖比賽。當有小朋友在晚上外出、甚至到森林的時候，瘦長人就會出現並抓著小朋友的手，然後再傷害他們。隨着故事角色的普及，網民製作許多相關作品，如瘦長人的肖像、瘦長人的遊戲。

### 殺手傑夫

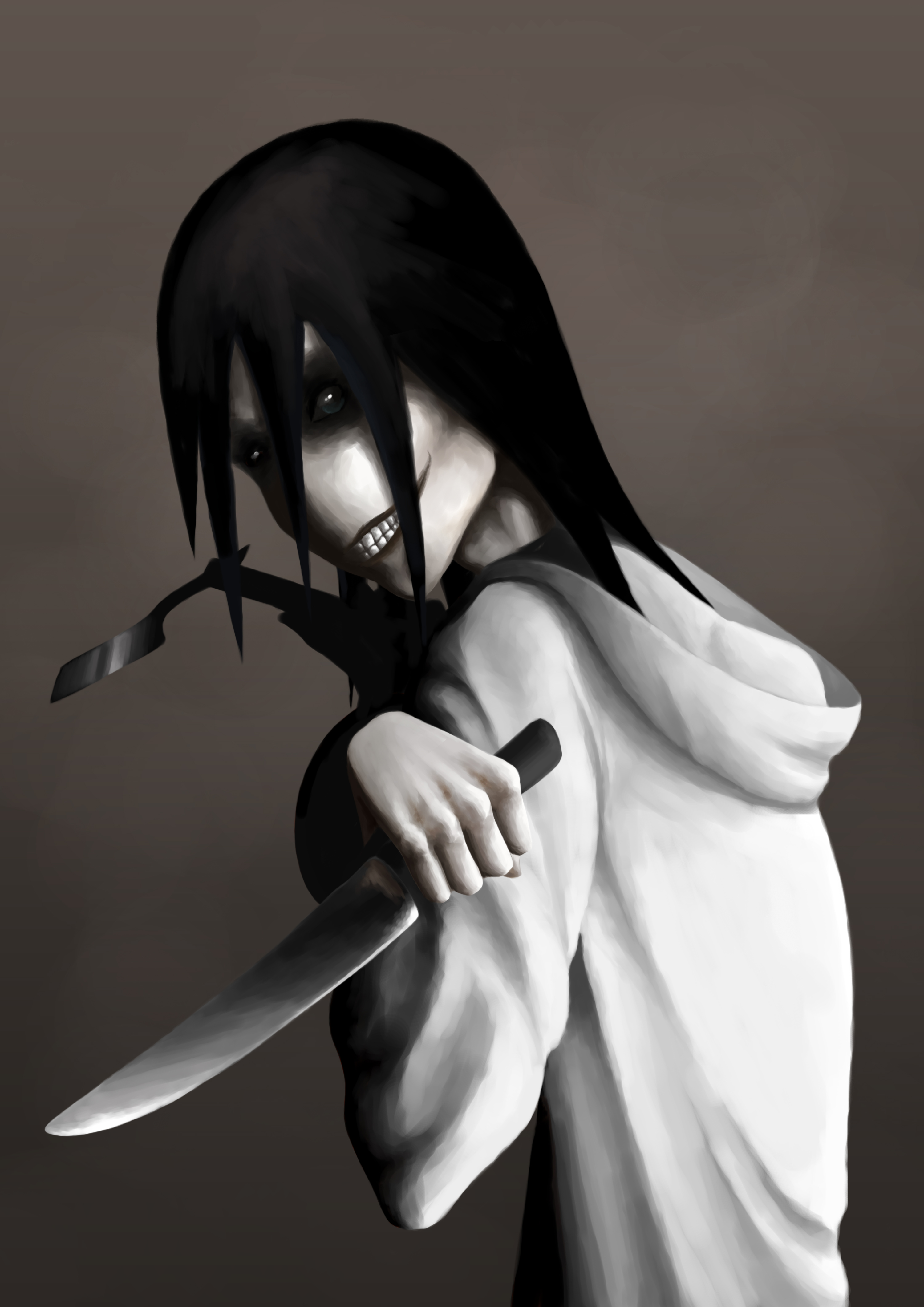
杀手杰夫

Jeff The Killer，當中最主要的角色為傑夫。在相應的都市傳說中傑夫搬了家，弟弟卻受到了其他小孩的欺負，他為了幫弟弟報仇而在一個派對舉行期間殺死欺負他的小孩，但同時間亦燒傷自己。看見燒傷的自己沒有了鼻子，整塊臉也白白的，之後傑夫變得精神錯亂，他跑到廁所裡燒掉自己的眼皮，劃開自己的嘴巴，最後殺死自己的父母和弟弟。自此之後，傑夫認為是其他小孩的錯，晚上時他就會像一隻壁虎一樣爬進小孩子的家裡，命令未睡的人「Go To Sleep!」（快去睡覺！），不然便會拿刀出來砍你。受到此都市傳說影響，有網民製作了傑夫殺手的遊戲，此外網上更流傳著傑夫殺手將會電影化的消息。

### 微笑狗
据说微笑狗的图片最早源自1990年，当时网上就开始疯传一张哈士奇狗的照片，照片的档名叫做Smile.jpg，而其中的有着诡异微笑的哈士奇被称为smile dog。这不是正常的哈士奇照片，而是一张带有恐怖气息的照片，那诡异的表情让人发毛。传说看这照片看太久的人，都会开始感受到紧张，甚至癫痫，最后让人慢慢地发疯，许多人都精神错乱而死。

### SCP-173
SCP-173（雕像-最初之作，The Sculpture-The Original）是网络新怪谈《SCP基金会》系列中最经典的一个形象，它是最早被创作出的SCP条目，早在scp基金会这个概念和官方网站出现前就已经存在，亦是吉祥物一般的存在。

### 俄罗斯“睡眠实验”
1940年時一群俄羅斯科学家进行了一场实验，他们把五个犯人丢进了一个密封的房间里，房间里有充足的氧气、食物、起居设施和娱乐设施，但供应给他们的氧气里混入了一种兴奋剂，而实验的目的就是要觀察这些人吸入兴奋剂后30天不睡觉的后果。
都市传说的原文说，当时那个年代并没有闭路电视等高科技產物，所以实驗人员只能通过麦克风和喇叭来监控房间里的情况。

### 警笛頭
警笛頭（Siren Head）起源於加拿大插畫家Trevor Henderson所創作的神秘生物。他被描述為高40英尺，頭部為兩個警報器，能發出各種人造聲音，包括警報、收音機廣播、白噪音和人聲。警笛頭是不少恐怖遊戲的主題，當中最著名的是獲Henderson本人授權，由Modus Interactive開發的短篇恐怖遊戲。該遊戲於2018年在PlayStation主題的Game Jam活動（The Haunted PS1 Halloween Jam）中被創造出來，在2020年經知名遊戲界YouTuber Markiplier、DanTDM和Jacksepticeye等人影響下爆紅。警笛頭也成為了不少遊戲模組的主題，例如《Fallout 4》的Whispering Hills模組。

### 迪士尼遗弃之地
2013年1月，Creepypasta Wiki网友转载了《Abandoned by Disney》一文，原作者是Christopher H. Wolf，绰号叫Slimebeast，叙述自己在迪士尼度假村大探险的始末。

### 面无表情的女人
在1972年洛杉矶西奈医疗中心里曾接受过一名面无表情的女子，她的面部像假人一样光滑，而且没有眉毛，看起来十分怪异，此事件被网友疯狂传播

### The Backrooms

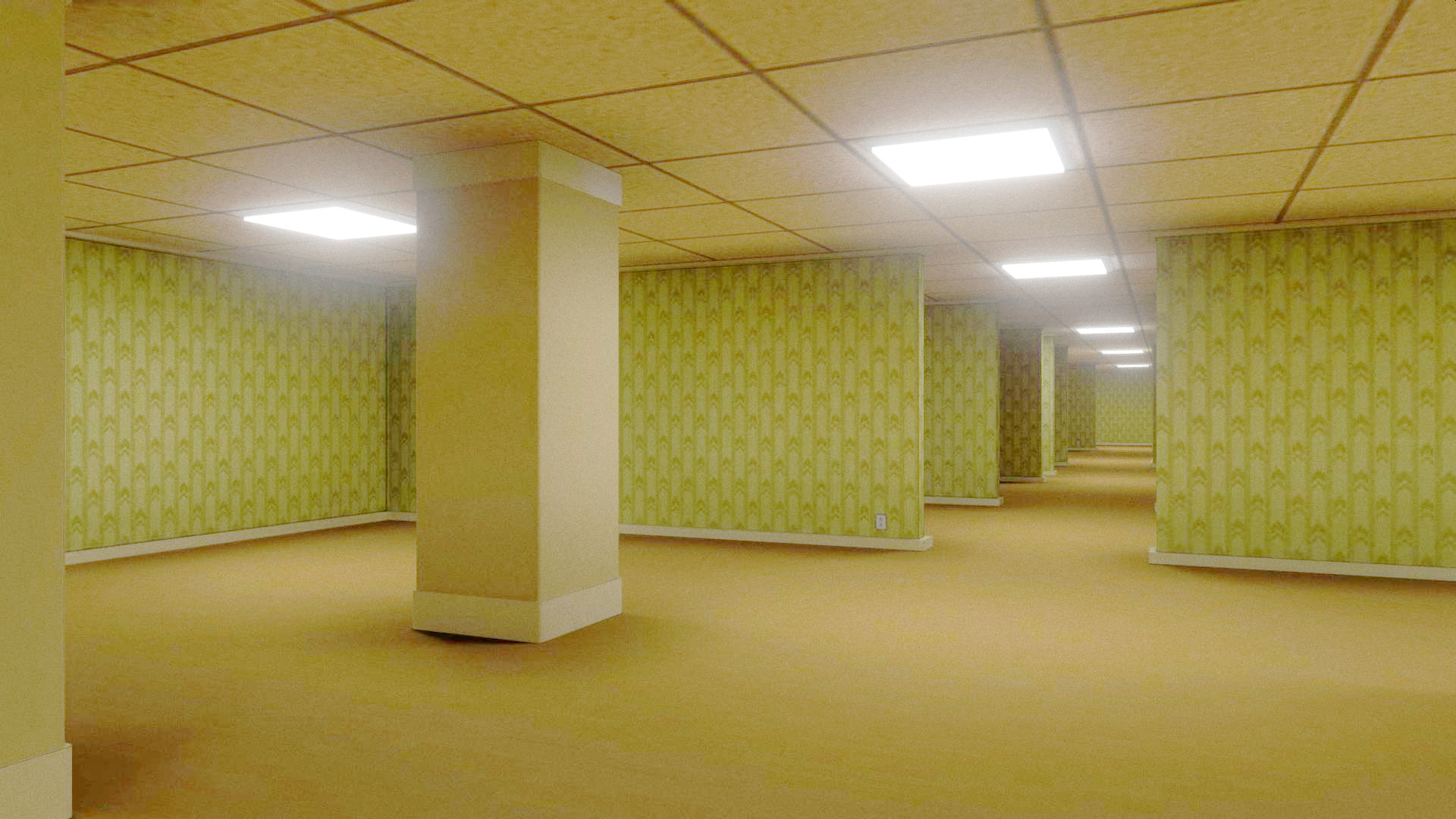
Backrooms的一张图片,为一匿名用户于4chan上传

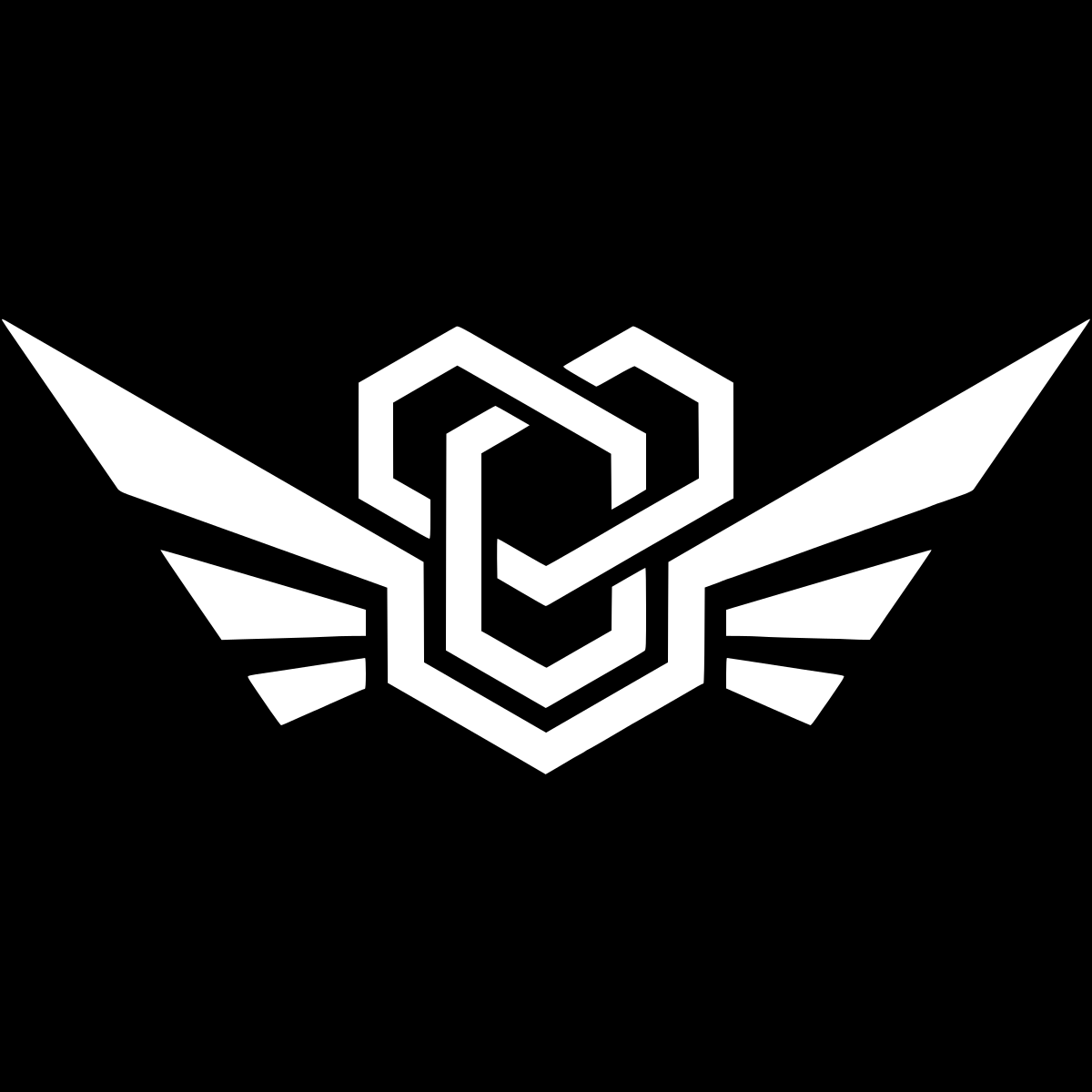
后室Wikidot站点使用的Logo

The Backrooms（中文：后室 事实上，暗房和后房均为后室的错误翻译）是一个都市傳說和Creepypasta，指的是一个由随机生成、大小不一的房间组成的迷宫，面積约為6億多平方公里，差不多等於地球表面積的3倍。它的特点是有一股湿濕的像發霉地毯的气味、单色黄色的墙壁和嗡嗡作响的荧光灯。

### The Rake

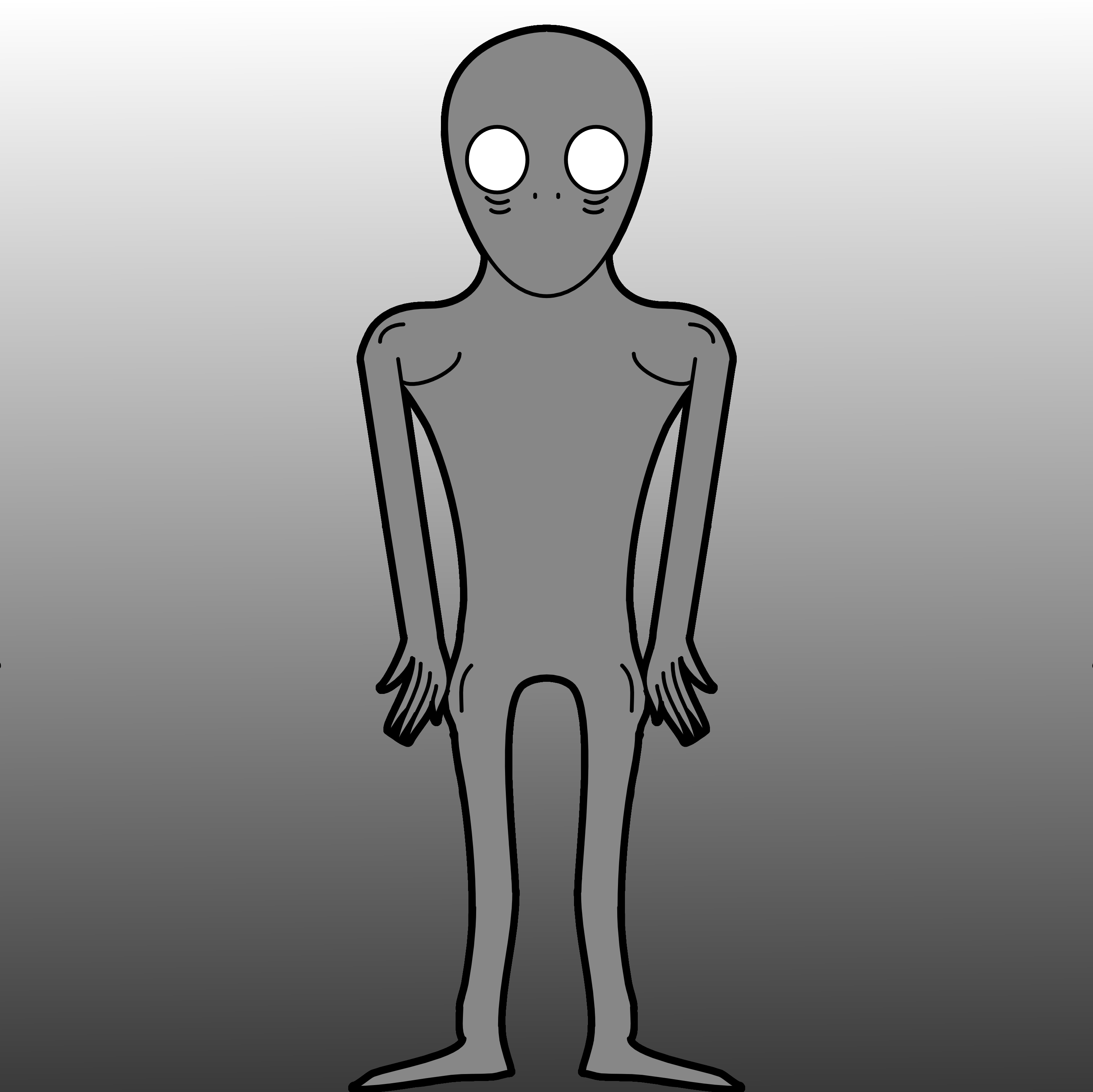
Artistic depiction of The Rake

“瑞克（The Rake）”是一种外表与人类相似神秘生物，自2003年起，不少人声称在美国东北部的郊区看到牠的踪影，共通点是皮肤灰白、身体前弯、全身无毛。

### 夢男
夢男（英語：This Man）是一個都市傳說。據稱自2006年以來一直出現在成千上萬人的夢中，然而在現實世界中，他的身份從未被確認。他成為了名為「你夢見過這個人嗎？」的網站的主要關注點，該網站由義大利社會學家和市場營銷人員安德烈亞·納特拉（Andrea Natella）於2008年創建。該網站聲稱，第一個報告夢見這個男人的人是2006年紐約市一名精神病醫生的病人，同一名醫生的另外四名病人也認出了同樣的面孔。據該網站稱，超過3,000人與他們分享了關於這個男人的各種故事和繪畫。該網站提供了各種關於這個現象的可能解釋，從平凡到超自然现象，然而，這些理論都沒有得到任何證據或調查的支持。

## Gamepastas
這類的Creepypasta聚焦於電子遊戲中的恐怖內容，它的內容可能會滲入現實並且傷害玩家或其他人。許多電子遊戲Creepypasta都涉及鬼魂或人工智能等惡意靈體。

### Ben Drowned
由網民Alex Hall製作，於2010年開始發佈，Ben Drowned講述一位叫Matt（網名Jadusable）的大學生聲稱自己拿到一位老人所給的《薩爾達傳說 穆修拉的假面》的遊戲卡匣，但遊戲已附上了被淹死的Ben的靈魂。把Ben留下的存檔刪掉後，怪事繼續出現，場景、音樂、内容等變得混亂，輓歌雕像失控地不斷纏擾玩家，出現了「You shouldn't have done that ...」、「You've met with a terrible fate, haven't you?」等可怕訊息。Jadusable最後在網上表示自己被Ben的靈魂纏上了，在朋友代發布的真相文件表示Ben隨著電線入侵了他的電腦和YouTube帳號，該頻道的影片和文字已受到篡改，並提到一個叫Moon Children的神秘宗教組織。後來這系列發展為ARG，圍繞著Moon Children的謎團發展。
至今，輓歌雕像已成為了Ben Drowned的標誌，並被插入到其他恐怖遊戲和影片。設定上，輓歌雕像是Ben的物理形式。2012年Alex Hall表示因資金問題和缺乏動力而停製Ben Drowned，至今仍未推出故事的結局和謎底。

### 紫菀鎮綜合症
相傳在1996年《神奇寶貝 紅·綠》推出後，有10-15歲年齡層的玩家連續出現死亡個案。玩過遊戲的兒童據說無論是否插入了該遊戲都會在見到Game Boy遊戲機時感到恐懼，以及出現一些古怪的行為，然後以上吊、跳樓、自傷等形式自殺。據推測，這些自殺案與遊戲虛構的紫菀鎮播放的怪異背景音樂有關。遊戲裡，紫菀鎮有一座鬧鬼的塔，是安葬已死神奇寶貝的地方。
相傳除了遊戲主要玩家之外，其他小童也會容易受到紫菀鎮音樂影響，因為據稱它用了「雙節拍」（binaural beat）和成年人不可聽見的高音調。有指這個傳說啟發於1997年在日本發生的真實事件，上百名觀眾看了動畫第38集《電腦戰士3D龍》的閃爍畫面後出現急性光過敏症，俗稱「3D龍事件」。

### Sonic.EXE
Sonic.EXE，這是從《刺猬索尼克》所衍生出來的其中一個「Creepypasta」。在相應的都市傳說中，有位叫湯姆的人收到他朋友凱爾的信，信內夾著一張紙和一隻寫著Sonic.EXE的光碟，而紙上是叫他要銷毀光碟，但他仍然開啟了該光碟。之後湯姆見到初代刺猬索尼克的畫面，但沒多久閃出像是被惡魔化的索尼克。進入遊戲存檔，只見刺猬索尼克中出現的人物塔爾斯、納克鲁斯、蛋頭博士，Tom無論選哪個人物，而那些人物最後會被殺掉，惡魔化的索尼克更從屏幕彈出並把湯姆殺掉。受到此都市傳說影響，有網民便製作了Sonic.EXE的遊戲，之後衍生出更多的.EXE恐怖遊戲，例如Sally.EXE、Mario.EXE、Round2.EXE等等。

### 《Petscop》
《Petscop》是一套YouTube網絡劇，以一個1997年「遺失及未完成」的初代PlayStation遊戲的實況為主題。遊戲要求玩家解謎並捕獲一些稱為「pets」的古怪生物。但是，當玩家Paul看了附在遊戲上的便條並輸入上面的指令，他到達了一個漆黑古怪的隱藏空間：Newmaker Plane，並探索到遊戲的深層。謎題繼續在這空間出現，但氣氛一百八十度轉變，還出現很多關於虐待兒童、重生療法、轉生的訊息。「Newmaker」可能是指Candace Newmaker，現實中一位因重生療法而被殺的美國十歲女童。
這套網絡劇於2017年3月12日開始推出。它的製作人是Anthony Domenico。一名Kotaku編輯稱道：「如果這是一個互聯網故事/遊戲，那麼我對它的精緻程度感到敬畏。」有《紐約客》編輯還把它稱為「the king of creepypasta（creepypasta中的王者）」。

### 《Polybius》

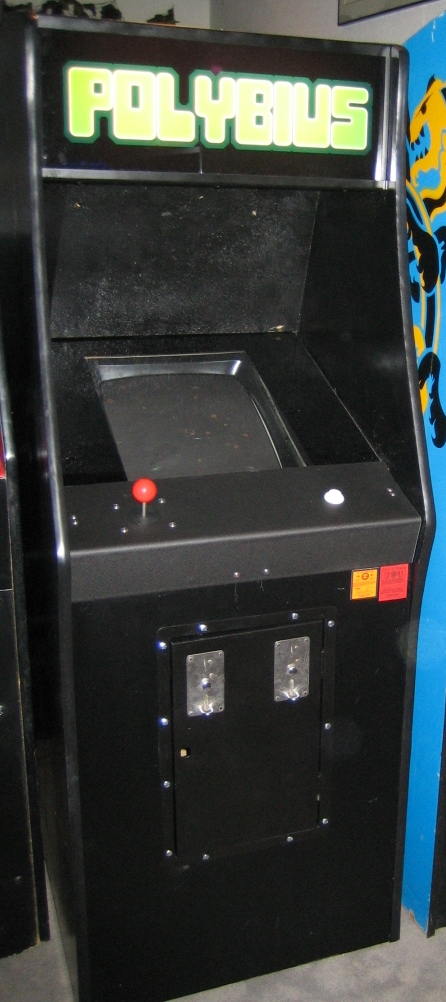
《Polybius》的仿製品。

《Polybius》都市傳說講述1981年，有一部名為「Polybius」的遊戲機使玩家發惡夢和出現幻覺，還導致一人自殺。據說多人因接觸過《Polybius》而成為反電子遊戲運動人士。作為最早的一個關於電子遊戲的都市傳說，Polybius進入了大眾文化，有不少人嘗試按傳說把這遊戲重製出來。